# Rakamonie
Rakamonie är en EP av svenska popsångerskan Robyn, släppt 2006 på Robyns eget skivbolag Konichiwa Records.

## Låtlista
1. "Konichiwa Bitches"
2. "Cobrastyle"
3. "List Of Demands (featuring Jenny Wilson)"
4. "Be Mine (Ballad Version)"
5. "Jack u off"